# Qədimkənd
Qədimkənd è un comune dell'Azerbaigian situato nel distretto di Neftçala.